# Справжні щипавки
Справжні щипавки (Forficulidae) — родина щипавок (Dermaptera). Включає 490 видів у 71 роді.

## Поширення
Космополітична родина. У Європі зареєстровано близько 60 видів. В Україні виявлено 9 видів (див. Список вуховерток України).

## Опис
Справжні щипавки мають широку варіабельність розмірів тіла та форми церків: прямі у самиці і дугоподібні у самців. Голова характеризується антенами, що складаються з 10–15 сегментів  Задні крила повністю функціональні, але використовуються рідко. Вони мають фітозоофагну дієту. Будують гніздо в землі, яйця відкладають наприкінці зими і за ними доглядає самиця.

## Спосіб життя
Зазвичай вони живуть дещо приховано, в тріщинах, квітах, під камінням і корою. Харчуються різноманітними органічними відходами, але із задоволенням беруть меншу живу здобич. Ведуть нічний спосіб життя. Вранці вони шукають гарне місце для ночівлі.
Щипавки  мають неповний метаморфоз, німфи поступово стають все більш схожими на дорослих. Відкладання і розвиток яєць відбувається навесні і на початку літа. Дорослих особин (імаго) можна знайти навіть до осені. Поширений догляд за розплодом. Самиця кілька тижнів доглядає за яйцями та німфами.

## Роди
- Acanthocordax Günther, 1929
- Afrocosmia Hincks, 1960
- Afroforficula Steinmann, 1990
- Allodahlia Verhoeff, 1902
- Ancistrogaster Stal, 1855
- Anechura Scudder, 1876
- Apterygida Westwood, 1840
- Arthroedetus Caudell, 1907
- Brachycosmiella Steinmann, 1990
- Brindleiana Steinmann, 1975
- Chaetocosmia Nishikawa, 1973
- Chamaipites Burr, 1907
- Chelidura Latreille, 1825
- Cipex Burr, 1910
- Cordax Burr, 1910
- Cosmiella Verhoeff, 1902
- Cosmiola Bey-Bienko, 1959
- Diaperasticus Burr, 1907
- Doru Burr, 1907
- Elaunon Burr, 1907
- Eparchus Burr, 1907
- Eudohrnia Burr, 1907
- Eulithinus Hincks, 1935
- Eumegalura Bey-Bienko, 1934
- Eutimomena Bey-Bienko, 1970
- Forcepsia Moreira, 1930
- Forficula Linnaeus, 1758
- Guanchia Burr, 1911
- Hypurgus Burr, 1907
- Kleter Burr, 1907
- Liparura Burr, 1907
- Lipodes Burr, 1907
- Litocosmia Hebard, 1917
- Mesasiobia Semenov, 1908
- Mesolabia Shiraki, 1905
- Metresura Rehn, 1922
- Mixocosmia Borelli, 1909
- Neocosmiella Hebard, 1919
- Neolobophora Scudder, 1875
- Neoopisthocosmia Steinmann, 1990
- Neopterygida Srivastava, 1984
- Obelura Burr, 1907
- Opisthocosmia Dohrn, 1865
- Oreasiobia Semenov, 1936
- Osteulcus Burr, 1907
- Paracosmia Borelli, 1909
- Paracosmiella Steinmann, 1990
- Parasondax Srivastava, 1978
- Parasyntonus Steinmann, 1990
- Paratimomenus Steinmann, 1974
- Pareparchus Burr, 1911
- Parlax Burr, 1911
- Perirrhytus Burr, 1911
- Praos Burr, 1907
- Proforficula Steinmann, 1990
- Prosadiya Hebard, 1923
- Pseudochelidura Verhoeff, 1902
- Pterygida Verhoeff, 1902
- Sarcinatrix Rehn, 1903
- Setocordax Brindle, 1970
- Skalistes Burr, 1907
- Sondax Burr, 1910
- Spinosocordax Steinmann, 1988
- Syntonus Burr, 1910
- Timomenus Burr, 1907
- Tristanella Borelli, 1909
- † Apanechura Zhang, 1989
- † Forficulites Statz, 1939
- † Hadanechura Zhang Junfeng, Sun Bo & Zhang Xiyu, 1994
- † Rupiforficula Engel & Chatzimanolis, 2010
- † Tauropygia Brindle, 1970